# Đạn nảy

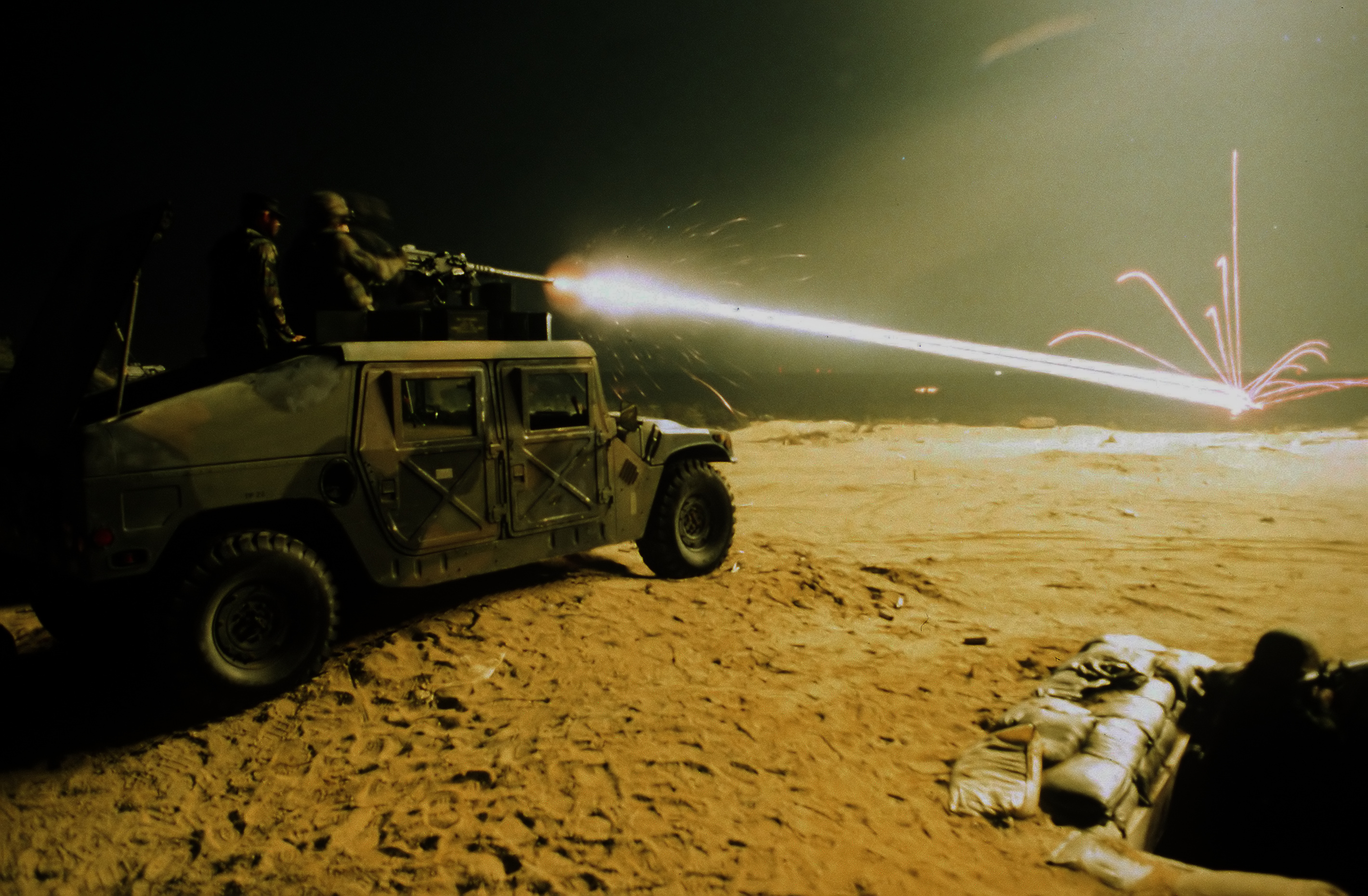
Đạn nảy ra khi trúng vào giáp xe tăng

Đạn nảy là hiện tượng bị nảy ra hay dội lại khi không thể xuyên qua mục tiêu và không bị phá hủy hoàn toàn của đạn. Đạn nảy có thể văng trúng những mục tiêu khác ở xung quanh gây thiệt hại không mong muốn và đôi khi một số viên đạn này có thể quay trở lại chính người đã bắn chúng nên rất nguy hiểm. Tuy nhiên hiện tượng này lại là một trong những hiện tượng được khai thác và sử dụng nhiều nhất trong việc nghiên cứu bọc giáp cho các phương tiện cơ giới cũng như các loại mũ chống đạn để giảm thiểu các thiệt hại do đạn gây ra.

## Yếu tố
Khả năng bị nảy ra của đạn tùy thuộc vào rất nhiều yếu tố bao gồm hình học của viên đạn, vận tốc, khoảng cách, bề mặt mục tiêu, vật liệu tạo thành mục tiêu và góc tới.
Đạn càng cứng thì khả năng bị nảy ra càng cao khi không thể xuyên vào mục tiêu do viên đạn không bị phá hủy và sẽ chuyển động lực đi hướng khác. Đạn rất dễ bị nảy lên khi bắn vào nước tương tự như hiện tượng các viên đá nhảy trên nước.